# Arothron diadematus

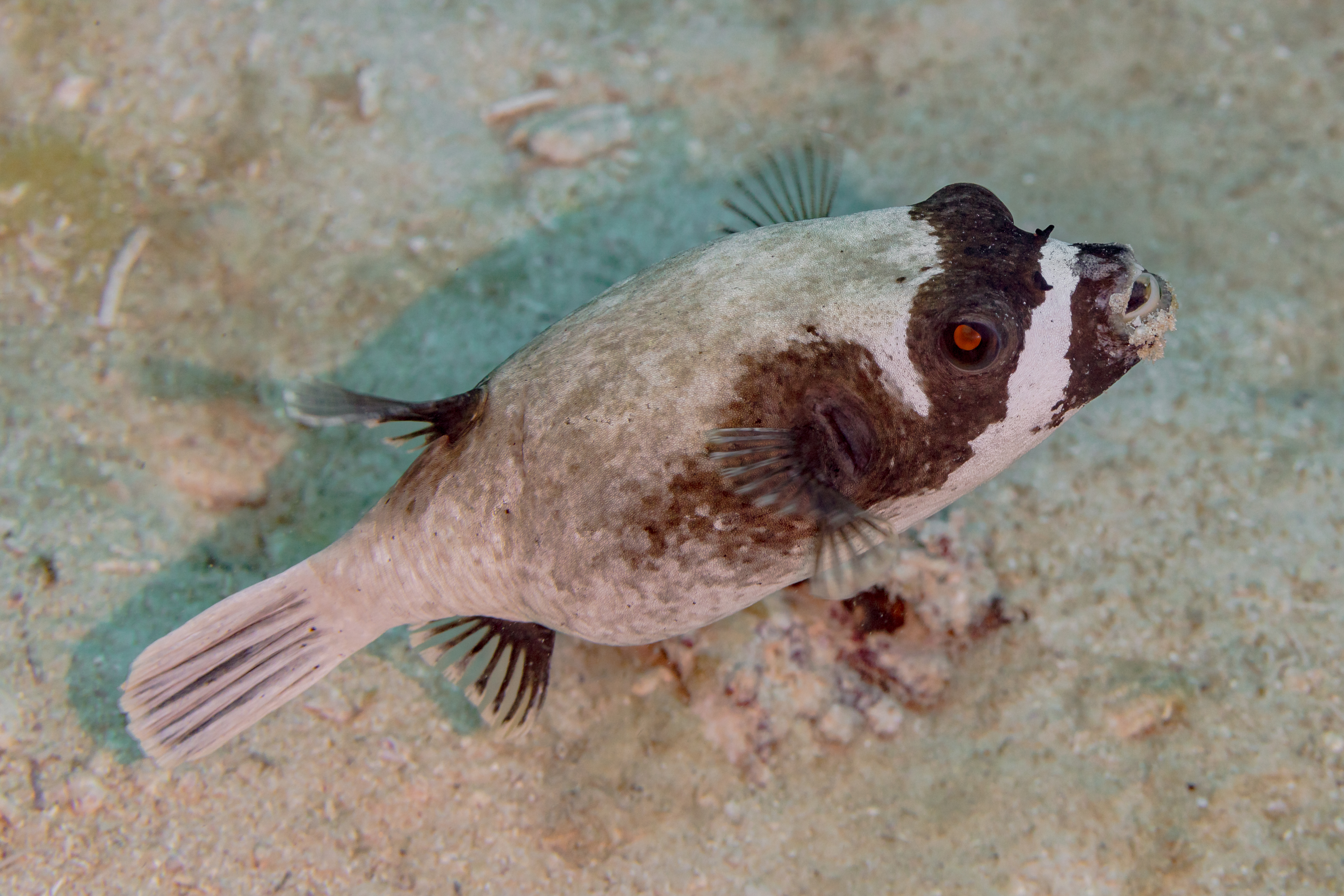
Esemplare fotografato su fondale sabbiolo, Mar Rosso.

Il pesce palla mascherato (Arothron diadematus Rüppell, 1829) è un pesce del genere Arothron della famiglia dei Tetraodontidae.

## Descrizione
È caratterizzato da una livrea grigio/beige, con delle macchie nere sul becco, vicino alle pinne pettorali ed agli occhi, dove appaiono come una mascherina nera che dà il nome alla sottospecie. Può arrivare a misurare 30 cm.

## Distribuzione e habitat
Tipico del Mar Rosso, vive ad una profondità compresa tra gli 0 ed i 20 metri.